# Bergeijk (commune)
Bergeijk est une commune des Pays-Bas de la province du Brabant-Septentrional.

## Constitution de la commune
La commune actuelle de Bergeijk (orthographié Bergeyk jusqu'en 1998) a été créée le 1er janvier 2007 par la fusion des communes de Bergeijk, Luyksgestel, Riethoven et Westerhoven.

## Localités
Bergeijk, 't Loo, Luyksgestel, Riethoven, Walik, Weebosch, Westerhoven et Witrijt.

## Communes limitrophes
- Bladel - Eersel - Veldhoven - Waalre - Valkenswaard.